# Digoxigenin
Digoxigenin (kurz DIG) ist ein Cardenolid (Steroid) aus den Blättern des Roten Fingerhuts (Digitalis purpurea) und des Wolligen Fingerhuts (Digitalis lanata). Es ist das Aglykon des Herzglykosids Digoxin.

## Verwendung
Digoxigenin wird in der Molekularbiologie zur Markierung von DNA und RNA benutzt. Bei RNA-Sonden wird DIG üblicherweise an Uridintriphosphat (UTP) gekoppelt, da es für RNA spezifisch ist, bei DNA-Sonden an Desoxyuridintriphosphat (dUTP). Die Detektion erfolgt durch einen Anti-Digoxigenin-Antikörper, der mit einem Reporter-Enzym gekoppelt ist, das wiederum eine Farbreaktion auslöst. Digoxigenin wird nur in gebundenem Zustand erkannt (Hapten), sodass diese Methode sehr gut zur Sichtbarmachung von DNA (z. B. beim Southern Blot) oder RNA (z. B. beim Northern Blot oder in situ, also im Gewebe) geeignet ist.
Im Rahmen der Kraftspektroskopie mit einem Rasterkraftmikroskop, einer optischen oder magnetischen Pinzette wird Digoxigenin verwendet, um DNA-Moleküle zu verankern. Dabei wird ebenfalls die spezifische Bindung an einen Anti-Digoxigenin-Antikörper ausgenutzt.